# Сусіди (фільм, 2014)
«Сусіди» (англ. Neighbors) — американська комедія режисера Ніколаса Столлера, що має вийти у травні 2014 року. У головних ролях Сет Роґен (був також продюсером), Зак Ефрон, Роуз Бірн.
Сценаристами були Ендрю Дж. Коен і Брендан О'Брайєн, продюсерами були Еван Ґолдберґ і Джеймс Вівер. Вперше фільм планують продемонструвати 8 травня 2014 року в Україні, Німеччині та інших європейських країнах.

## Сюжет
Молода сім'я Раднерів, Мак і Келлі, разом зі своєю новонародженою донькою, переїжджають у новий будинок. А в сусідній будинок заїжджає студентське братство. Раднери терпіли постійні гулянки, проте їхній терпець увірвався...

## У ролях
| Актор                 | Персонаж                                         | Роль           |
| --------------------- | ------------------------------------------------ | -------------- |
| Сет Роґен             | Мак Раднер англ. Mac Radner                      | чоловік Келлі  |
| Зак Ефрон             | Тедді Сандерс англ. Teddy Sanders                | студент        |
| Роуз Бірн             | Келлі Раднер англ. Kelly Radner                  | дружина Мака   |
| Дейв Франко           | Піт англ. Pete                                   | студент        |
| Крістофер Мінц-Плассе | Скуні англ. Scoonie                              | студент        |
| Джеррод Кармайкл      | Гарфілд "Гарф" Слейд англ. Garfield "Garf" Slade | студент        |
| Ліза Кудроу           | Керол Ґледстоун англ. Carol Gladstone            | подруга Келлі  |
| Ганнібал Бюрес        | Воткінс англ. Watkins                            | офіцер поліції |
| Рендалл Парк          | Реп англ. Rep                                    |                |
| Стів Карелл           |                                                  | ведучий новин  |

## Критика
Станом на 1 лютого 2014 року рейтинг очікування фільму на сайті Rotten Tomatoes становив 99% на основі 2973 голосів

## Нагороди та номінації
| Нагорода              | Дата церемонії | Категорія                     | Номінант                                      | Результат |
| --------------------- | -------------- | ----------------------------- | --------------------------------------------- | --------- |
| Golden Trailer Awards | 30 травня 2014 | Найкраща комедія              | Trailer 4                                     | Номінація |
| Golden Trailer Awards | 30 травня 2014 | Найкращий комедійний постер   | Teaser One-sheet                              | Перемога  |
| Golden Trailer Awards | 30 травня 2014 | Найкращий комедійний ТВ-ролик | Mad Neighbors                                 | Перемога  |
| MTV Movie Awards      | 2 квітня 2015  | За найкраще перевтілення      | Зак Ефрон та Дейв Франко                      | Перемога  |
| MTV Movie Awards      | 2 квітня 2015  | За найкращу бійку             | Сет Роґен та Зак Ефрон                        | Номінація |
| MTV Movie Awards      | 2 квітня 2015  | За найкращий поцілунок        | Роуз Бірн and Гелстон Сейдж                   | Номінація |
| MTV Movie Awards      | 2 квітня 2015  | Найкращий WTF момент          | Сет Роґен та Роуз Бірн                        | Перемога  |
| MTV Movie Awards      | 2 квітня 2015  | За найкращу пісню             | Сет Роґен та Зак Ефрон                        | Номінація |
| MTV Movie Awards      | 2 квітня 2015  | За найкращу комедійну сцену   | Роуз Бірн                                     | Номінація |
| Молодий Голлівуд      | 28 липня 2014  | За найкраще тріо              | Зак Ефрон, Дейв Франко, Крістофер Мінц-Плассе | Номінація |
| Молодий Голлівуд      | 28 липня 2014  | За найкращий фільм            | Neighbors cast                                | Номінація |
| Вибір народу          | 7 січня 2015   | Найкращий комедійний фільм    |                                               | Номінація |
| Вибір критиків        | 15 січня 2015  | Найкраща комедійна акторка    | Роуз Бірн                                     | Номінація |

### Виноски
1. 1 2  Neighbors: The Winter Soldier: Release Info (англ.). Internet Movie Database. Процитовано 1 лютого 2014.
2. ↑  Box Office Mojo — 1999.
3. ↑  Neighbors (англ.). Allmovie. Процитовано 1 лютого 2014.
4. ↑  Neighbors: Full Cast & Crew (англ.). Internet Movie Database. Процитовано 1 лютого 2014.
5. ↑  Neighbors (англ.). Rotten Tomatoes. Процитовано 1 лютого 2014.
6. 1 2  Nominees For The 15th Annual Golden Trailer Awards Revealed As Industry Prepares For One Of The Most Fun And Original Awards Shows Honoring The Best In Motion Picture Trailers And Marketing. BoxOffice.com. 6 травня 2014. Архів оригіналу за 8 грудня 2015. Процитовано 1 грудня 2015. [Архівовано 2015-12-08 у Wayback Machine.]
7. 1 2  ‘Gravity’ Wins Best of Show at Golden Trailer Awards. Variety. 30 травня 2014. Процитовано 1 грудня 2015.
8. 1 2 3 4 5 6  Johnson, Zach (4 березня 2015). MTV Movie Awards 2015: Complete List of Nominees!. E!. Процитовано 1 грудня 2015.